# Толе-бі (Єнбекшиказахський район)
То́ле-бі (каз. Төле би) — село у складі Єнбекшиказахського району Алматинської області Казахстану. Входить до складу Коктобинського сільського округу.
До 2005 року село називалось Леніна.
Населення — 2776 осіб (2021; 2562 у 2009, 2200 у 1999, 1950 у 1989).